# Old Mission Peninsula
Old Mission Peninsula ist der Landarm, der die Grand Traverse Bay in Michigan, USA in den East Arm und West Arm teilt. Hauptort ist Mapleton. Nach der Volkszählung 2000 wohnten 5265 Menschen auf der Halbinsel.
Höchste Erhebung ist der Carpenter Hill im Süden der Halbinsel, mit 256 Metern über dem Meer, bzw. 80 Metern über dem Spiegel des Michigansees.
Das Klima auf dieser Halbinsel eignet sich hervorragend zum Anbau von Wein und so gibt es dort etliche Winzer. Wenn man zur Blütezeit der Kirsche auf die Halbinsel fährt, kann man 500.000 Bäume in voller, weißer Blütenpracht bewundern.
Das Old Mission Light House befindet sich an der Spitze der Insel und liegt direkt auf dem 45. Breitengrad, also genau auf der Hälfte vom Äquator zum Nordpol. Dort ist noch eine historische Hessler Blockhütte zu finden.